# Тимофєєва Галя

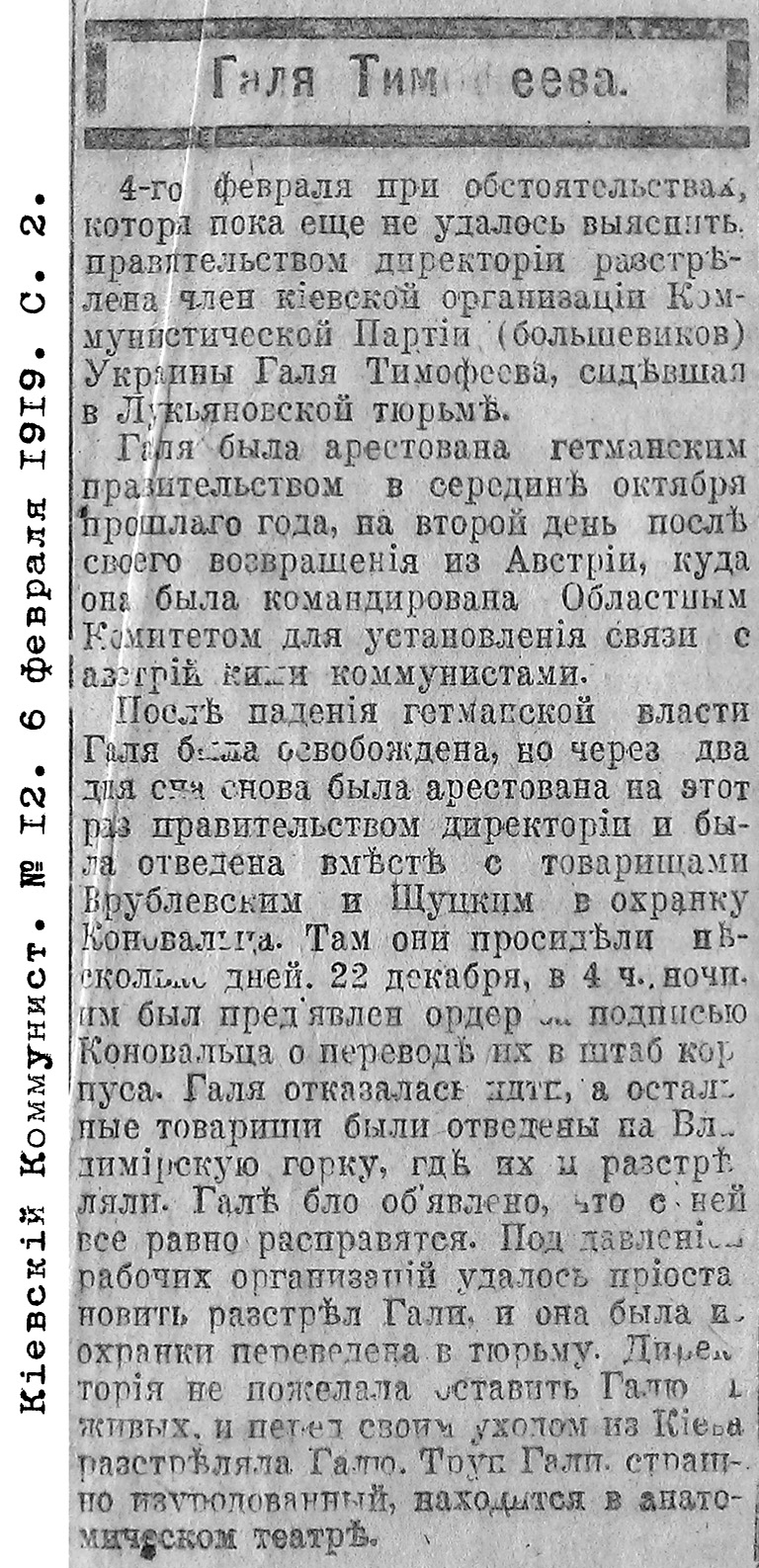
Некролог Галі Тимофєєвої в газеті «Кіевскій Коммунист»

Га́ля Тимофє́єва (Га́нна Гаври́лівна Тимофє́єва; 21 вересня [3 жовтня] 1896, Попівка, Ізюмський повіт, Харківська губернія, Російська імперія — 4 лютого 1919, Київ, УНР) — політична діячка, член лівого крила УСДРП, потім КП(б)У.

## Біографія
Народилася 21 вересня (3 жовтня) 1896 року в родині шахтаря в селі Попівка, тепер смт Зарічне, Лиманський район, Донецька область, Україна.
Рано в втративши батька, Галя з восьми років почала працювати, заробляючи на життя шиттям та рукоділлям.
Ще зовсім дитиною Галя допомагала революційним робітникам Юзівки, чергуючи під час нелегальних зборів, розповсюджуючи прокламації.
У 16 років складає екстерном екзамен за сім класів гімназії. У 1913 році виїжджає до Німеччини, де працює в Ессені на різних підприємствах, навчається в приватній школі.
1914 року, після початку Першої світової війни, Галя повертається в Юзівку, в травні 1916 року переїжджає до Харкова і включається активну революційну діяльність. Входила до лівого крила Української соціал-демократичної робітничої партії. 
У 1917 році брала участь у встановленні радянської влади в Харкові, у 1918 році проводила підпільну роботу в Києві з організації повстанського руху на Київщині, учасниця І з'їзду КП(б)У в липні 1918 року в Москві.
У середині жовтня 1918 року була заарештована державною вартою. У середині грудня 1918 року, після скинення гетьмана Скоропадського, була звільнена, однак за два дні знову заарештована владою Директорії УНР. Утримувалася в Лук'янівській в'язниці, розстріляна 4 лютого 1919 року напередодні взяття Києва Червоною армією.
16 лютого 1919 року похована в братській могилі в Маріїнському парку.

## Ушанування пам'яті
У 1919–2015 роках (з перервами) на честь Галі Тимофєєвої називалася вулиця у Києві.